# Kẹo mè xửng
Kẹo mè xửng hay mè xửng là một đặc sản có nguồn gốc từ thành phố Huế, Việt Nam. Kẹo được làm từ bột năng, mạch nha pha trộn lẫn với đậu phộng, có mè bao phủ xung quanh kẹo, được cắt từng miếng vuông nhỏ (bao giấy bóng nhỏ) gói trong hộp.

## Từ nguyên và lịch sử
Từ mè xửng được cắt nghĩa gồm từ mè (vừng), xửng (cách hoán đường). Đây là sự suy diễn sai lầm do mấy luận văn, bài nghiên cứu đưa ra. Từ đó được phổ biến rồi coi là chân lí bởi được viết bởi một số nghiên cứu sinh. Xửng ở đây là cái xửng, nguyên nghĩa tiếng Nôm là cái vỉ tre. Xửng được bỏ vào nồi dùng để hấp xôi hay củ quả, rau đậu. Trong quá trình làm kẹo mè xửng, sau khi nấu (mạch nha, mật mía hay đường trộn với lạc rang bóc vỏ tách đôi) ra thành kẹo lỏng còn nóng, thì người ta đổ vào xửng tre đã có rải lớp dày những hạt mè rang chín lên trên. Mè xửng là món quà dân giã của xứ Huế, kinh đô phong kiến cuối cùng của triều đại nhà Nguyễn ở Việt Nam.
Từ điển Tiếng Huế của tác giả Bùi Minh Đức (in lần thứ 3, 2009) mục "mè xửng" có ghi kẹo mè xửng có thể đã được bà Từ Dũ mang từ miền Nam ra với tên là "kẹo mè láu". Một cách lý giải khác cũng trong sách này nói "mè xửng" do biến âm của "mè thửng" mà nên. Thửng là một cách rang mè trộn đều để không bị cháy.

## Đặc điểm
Tên gọi của kẹo mè xửng do hai yếu tố tạo thành bao gồm mè và xửng (cách hoán đường thành chất dẻo cô đặc). Ngoài vừng còn có bột đậu, mạch nha, bánh đa,... Hoán đường cộng với gia giảm nguyên vật liệu là khâu quan trọng nhất. Nó làm nên các loại mè xửng khác nhau.
Mè xửng có độ dẻo đến mức có thể cuộn tròn hoặc bẻ gập thanh kẹo, nhưng bỏ tay ra nó lại trở về trạng thái ban đầu. Mè xửng giòn, thành phần bột đậu nhiều hơn, đường ít hơn, được bọc ngoài một lớp bánh đa nướng, ăn giòn tan trong miệng. Mè xửng gương, giơ lên ngắm thấy trong suốt như gương. Mè xửng đen gồm toàn vừng đen bùi và bổ.

Người dân xứ Huế có thói quen uống trà và ăn nhâm nhi thanh mè xửng, vừa thưởng thức, vừa đọc sách,... Đây là một nét văn hóa rất Huế. Mè xửng đã trở thành một trong những biểu tượng văn hóa Huế. Kẹo này cũng thường được dùng là quà biếu khi du khách đến Huế.
Đầu tiên, người thợ sẽ nấu đường cùng với hỗn hợp bột gạo đã được hòa ra nước. Khi bột keo lại và chuyển sang màu trong thì thêm đường vào rồi tiếp tục nấu. Tưởng chừng như đây là công đoạn đơn giản nhưng đòi hỏi người thợ phải canh thời gian sao cho khi đường tan hết ra, rồi cho thêm bột vào. Sau đó phải đảo cho đều tay để kẹo không bị vón cục.

 Kế đó, người làm sẽ cho thêm mạch nha, chờ đến khi kẹo chín thì đổ đậu phộng đã rang vào và đảo đều hỗn hợp. Lúc này, người thợ sẽ trải lên trên nia một lớp mè rang vàng hoặc đen. Sau đó, cho phần kẹo ra đổ lên trên rồi cán mỏng. Thành phẩm này sẽ được cắt thành từng miếng nhỏ vừa ăn bằng dao hoặc kéo.